# Mariano Rivas
Mariano Rivas (n. San Jerónimo Purenchécuaro (Michoacán); 1777 - f. Morelia, Michoacán; 30 de mayo de 1840), Sacerdote y abogado, fue secretario de gobierno de Michoacán, diputado al tercero y cuarto congresos constitucionales, y presidente de la comisión de instrucción de la IV legislatura, en cuyo carácter formuló los planes de estudio y el proyecto de ley para la reapertura, como plantel laico, del Colegio de San Nicolás (1832).
Fue también Rector del colegio Seminario, en el que inició la modernización de la enseñanza, pues introdujo el estudio de Descartes, Condillac y Bouvier, y de las materias de ideología, retórica, física, química y ciencias naturales. Fomentó entre los jóvenes el gusto por la literatura y la música. Escribió numerosos artículos de política y educación en los periódicos morelianos de la época.
- Datos: Q5997919